# Paratetrapedia swainsonae
Paratetrapedia swainsonae är en biart som först beskrevs av Cockerell 1909.  Paratetrapedia swainsonae ingår i släktet Paratetrapedia och familjen långtungebin. Inga underarter finns listade i Catalogue of Life.